# Гаврильцево (Удомельский район)
Гаврильцево — опустевшая деревня в Удомельском городском округе Тверской области.

## География
Деревня находится в северной части Тверской области на расстоянии приблизительно 30 км на север по прямой от железнодорожного вокзала города Удомля.

## История
Деревня известна с 1478 года, когда здесь было 2 двора. Дворов (хозяйств) в деревне было 7 (1859), 17 (1886), 27 (1911), 23 (1958), 11 (1978), 7 (1999). В советский период истории здесь действовали колхозы «Новый путь», «Путь Ильича», «Россия» и совхоз «Прогресс». До 2015 года входила в состав Котлованского сельского поселения до упразднения последнего. С 2015 года в составе Удомельского городского округа. Ныне опустела.

## Население
Численность населения: 65 человек (1859 год), 112(1886), 184 (1911), 58 (1958), 20 (1986), 11 (1996)
, 3 (русские 100 %) 2002 году, 0 в 2010.